# Frederic Marès
Frederic Marès i Deulovol (Portbou, 18 settembre 1893 – Barcellona, 16 agosto 1991) è stato uno scultore e collezionista d'arte spagnolo.
Nel 1903, all'età di 10 anni, si trasferì con la famiglia a Barcellona dove frequentò la Scuola di Belle Arti e la Escuela de la Lonja e andò a bottega dallo scultore modernista Eusebi Arnau. Nel 1913 ricevette una borsa di studio dalla città di Barcellona per completare i suoi studi a Parigi e successivamente visitò Roma, Firenze e Bruxelles.
Allo scoppio della prima guerra mondiale, tornò a Barcellona e aprì il suo laboratorio, realizzando il suo primo monumento per la città di Barcellona, in omaggio al canonico Rodó nel 1919. In questa prima fase artistica, Marès realizzò principalmente ritratti, sculture funerarie e nudi femminili che si rifacevano all'estetica del XIX secolo, il noucentisme. Nei primi anni '20 divenne uno dei più famosi scultori di statue monumentali in Catalogna e in tutta la Spagna ed eseguì numerosi lavori su commissione, anche per città sudamericane. Tra le sue opere le più note sono i monumenti a Francesc Layret (1936) e Soler i Rovirosa (1930) e la statua chiamata Victoria, realizzata per l'ingresso a Barcellona di Francisco Franco nel 1939. Degni di nota sono anche le sculture, i gruppi di sculture sulla collina di Montjuïc e Plaça de Catalunya. Nel 1946, Marès ricevette l'incarico di restaurare le tombe reali del monastero di Poblet.
Nel 1944 Marès donò la sua collezione d'arte alla città di Barcellona che due anni dopo la raccolse nel Museu Frederic Marès, che nel tempo è stata integrata da molte altre donazioni, poi raccolte in altri musei come il Museo del libro della Biblioteca de Catalunya (Marès era figlio di un libraio antiquario), il Museu d'Escultura i de Pintura a Montblanc e il Museo del ricamo ad Arenys de Mar.
Nel 1951 ricevette la Gran Croce dell'Ordine civile di Alfonso X il Saggio e nel 1982 fu premiato con la Croce di San Giorgio dalla Generalitat de Catalunya.
Nel suo testamento ha lasciato in eredità al Museu Marès un totale di 32.000 opere d'arte tra sculture, dipinti e pale d'altare.